# 小林市立須木小学校
小林市立須木小学校（こばやししりつ すきしょうがっこう）は、宮崎県小林市須木にある公立小学校。

## 概要
- 児童数 - 81名（平成20年度）

## 沿革
- 1873年 - 須木村地頭仮屋跡に創立。
- 1907年 - 高等科を併置。須木尋常高等小学校に改称。
- 1921年 - 現在地に移転。
- 1941年 - 須木国民学校に改称。
- 1947年 - 須木小学校に改称。
- 1970年 - 堂屋敷分校を統合。
- 1974年 - 奈佐木小学校と田代八重小学校を統合。
- 2006年 - 小林市との合併により、小林市立須木小学校に改称。

## 通学区域
須木小学校の通学区域には以下の区域が指定されている。
中河間区、原区、永田区、麓区、奈佐木区、堂屋敷区、上九瀬区、下九瀬区、夏木区

## アクセス
- 自動車：小林市街地から20分
- バス：小林市コミュニティバス上九瀬線 「坂の下」バス停下車、徒歩5分